# Mirko Puk

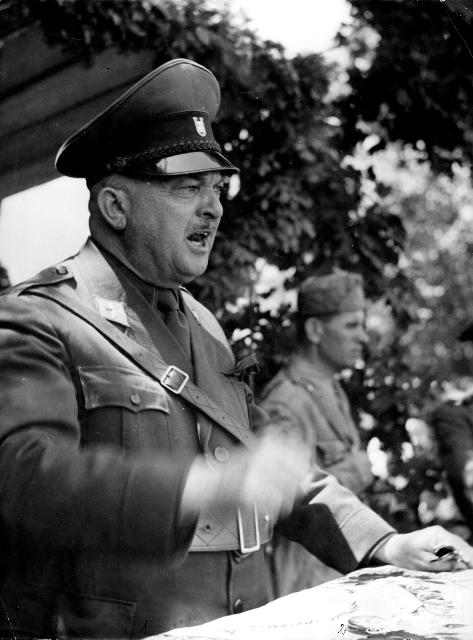
Mirko Puk

Mirko Puk (* 24. Juni 1884 in Valpovo bei Osijek; † vermutlich 1945) war ab 1942 Justizminister sowie Minister für religiöse Angelegenheiten im Unabhängigen Staat Kroatien (NDH). Er kam im Rahmen der Machtergreifung des Ustascha-Regimes an die Macht.
Mirko Puk stammte aus der kroatischen Stadt Glina südlich von Zagreb. Er war mit einer nicht konvertierten Jüdin verheiratet. Um ihre Deportation nach Auschwitz zu vermeiden, wurde sie zur Ehrenarierin ernannt.
Antireligiöse Tendenzen zeigten Puks Verhalten gegenüber der Jugoslawischen Nationalkirche. Diese war 1923/24 von früheren katholischen Priestern gegründet worden und hatte zu Beginn der 1930er Jahre ca. 6000 Anhänger. Im Jahre 1942 gab Puk mit dem Hinweis, hierdurch würde die kroatische Kirche gespalten, ihr Verbot in Kroatien bekannt. Puk fiel ebenfalls durch antiserbische Äußerungen auf. Er gab die Devise aus, Kroatien habe keinen Platz für eine Serbisch-Orthodoxe Kirche. Zwangskonversionen von Serben im Unabhängigen Staat Kroatien sollten Übertritte zum Katholizismus fördern. Im Juni 1942 wurde die Kroatisch-Orthodoxe Kirche gegründet, und Puk bekleidete seither das Amt eines Ministers für Justiz und Religion.
Mirko Puk unterschrieb die am 25. November 1942 von Ante Pavelić erlassene Gesetzesanordnung Nr. CDXXIX-2101-Z-1941. Diese legalisierte die Inhaftierung missliebiger Personen in Arbeitslagern und die Errichtung von Konzentrationslagern im Unabhängigen Staat Kroatien wie beispielsweise Jasenovac. Puk wollte ein ethnisch reines Kroatien, ein Ziel, das in 10 Jahren erreicht werden sollte.
Nach dem Krieg ist das Schicksal Puks nicht geklärt. Einige Quellen sprechen davon, dass er in Kroatien geblieben ist, andere weisen auf ein Exil in Spanien oder Frankreich hin. Er soll 1945 vermutlich durch Suizid ums Leben gekommen sein.